# Избори за Европски парламент 2009. (Грчка)
Избори за Европски парламент 2009. у Грчкој су одржани 7. јуна.

## Резултати
| Партија | Партија                            | Гласови   | %     | Посланици |
| ------- | ---------------------------------- | --------- | ----- | --------- |
|         | Панхеленски социјалистички покрет  | 1.878.982 | 36,64 | 8         |
|         | Нова демократија                   | 1.655.722 | 32,29 | 8         |
|         | Комунистичка партија Грчке         | 428.282   | 8,35  | 2         |
|         | Православно народно јединство ЛАОС | 366.637   | 7,15  | 2         |
|         | СИРИЗА - Радикални левичари        | 240.930   | 4,70  | 1         |
|         | Зелени                             | 178.987   | 3,49  | 1         |
|         | Остали                             | 377.997   | 7,37  | 0         |
| Укупно  | Укупно                             | 5.127.537 | 100,0 | 22        |

### Расподјела мандата по групама у Европском парламенту
- Прогресистичка алијанса социјалиста и демократа (Панхеленски социјалистички покрет) 8 / 22

-Група Европске народне партије (Нова демократија) 

-Европска уједињена левица - Зелена нордијска левица (Комунистичка партија Грчке и СИРИЗА) 

-Европа слобода и демократије (ЛАОС) 

-Европски зелени - Европски слободни савез (Зелени) 